# Visoki srednji vek
Visoki srednji vek ali obdobje visokega srednjega veka je bilo obdobje evropske zgodovine, ki je trajalo od približno 1000 do 1250 n.št. (po zgodovinopisni konvenciji).
Ključni zgodovinski trendi visokega srednjega veka so hitro naraščajoče prebivalstvo Evrope, ki je prineslo velike družbene in politične spremembe v primerjavi s prejšnjo dobo, in renesanso v 12. stoletju, vključno s prvim razvojem podeželjskega eksodusa in urbanizacijo. Do leta 1250 je močno povečanje prebivalstva zelo koristilo evropskemu gospodarstvu, ki je doseglo ravni, ki jih na nekaterih območjih ne bodo več opazili vse do v 19. stoletja. Ta trend je v poznem srednjem veku popustil zaradi vrste katastrof, predvsem zaradi črne smrti, pa tudi številnih vojn in gospodarske stagnacije.
Okoli leta 780 je Evropa videla zadnjo barbarsko invazijo in postala bolj družbeno in politično organizirana. Karolinška renesansa je v Severni Evropi spodbudila znanstveno in filozofsko dejavnost. Prve univerze so začele delovati v Bologni, Parizu, Oxfordu, Salamanci, Cambridgeu in Modeni. Vikingi so se naselili na Britanskih otokih, v Franciji in drugod, nordijska krščanska kraljestva pa so se začela razvijati v svojih skandinavskih domovinah. Ogri so se v 10. stoletju prenehali širiti in do leta 1000 je krščansko Ogrsko kraljestvo postalo priznana država v srednji Evropi, ki je oblikovala zavezništva z regionalnimi silami. Z izjemo mongolskih vpadov v 13. stoletju so se večji vdori nomadov prenehali. Močno Bizantinsko cesarstvo iz časov Makedonske in rodbine Komnena je postopoma odstopilo vstali Srbiji in Bolgariji ter naslednici križarski državi (1204 do 1261), ki sta se med seboj nenehno borili do konca Latinskega cesarstva. Bizantinsko cesarstvo je bilo ponovno vzpostavljeno leta 1261 z ponovnim zavzetjem Konstantinopla od Latinov, čeprav ni bilo več velika sila in se bo še naprej krhalo do 14. stoletja, z ostanki do sredine 15. stoletja.
V 11. stoletju se je prebivalstvo severno od Alp začelo intenzivneje naseljevati, usmerjeno v »nove« dežele, od katerih so se nekatera območja po koncu Zahodnega rimskega cesarstva vrnila v divjino. V tistem, kar je zgodovinar Charles Higounet imenoval »velika čiščenja« , so Evropejci krčili in kultivirali nekatere velike gozdove in močvirja, ki so ležala na večjem delu celine. Hkrati so se naseljenci preselili izven tradicionalnih meja Frankovskega cesarstva na nove meje onkraj reke Labe, ki so pri tem potrojile velikost Nemčije. Katoliška cerkev, ki je takrat dosegla vrhunec svoje politične moči, je povabila vojske iz vse Evrope v vrsto križarskih vojn proti turškim Seldžukom. Križarji so zasedli Sveto deželo in ustanovili križarske države na Levantu. Druge vojne so privedle do severnih križarskih vojn. Krščanska kraljestva so prevzela velik del Iberskega polotoka pod muslimansko oblastjo, Normani pa so osvojili južno Italijo, ves del večjega števila prebivalstva in vzorce preselitve tega obdobja.
Visoki srednji vek je ustvaril veliko različnih oblik intelektualnih, duhovnih in umetniških del. Obdobje je zaznamovalo tudi vzpon etnocentrizma, ki se je kasneje razvil v sodobne nacionalne identitete v večini Evrope, vzpon velikih italijanskih mestnih držav in vzpon in padec islamske civilizacije Al Andaluz. Ponovno odkritje del Aristotela, najprej posredno prek srednjeveške judovske in islamske filozofije  je vodilo Maimonida, Ibn Sino, Ibn Rušda, Tomaža Akvinskega in druge mislece tega obdobja, da so razširili sholastiko, kombinacijo judo-islamske in katoliške ideologije s staro filozofijo. Večji del tega obdobja je Konstantinopel ostal najbolj naseljeno mesto v Evropi, bizantinska umetnost pa je vrhunec dosegla v 12. stoletju. V tem obdobju so bile v arhitekturi zgrajene ali dokončane številne najpomembnejše gotske stolnice.
Kriza poznega srednjega veka se je začela v začetku 14. stoletja in označila konec obdobja.

## Zgodovinski dogodki in politika

### Velika Britanija in Irska
Posledica normanskega osvajanja v Angliji leta 1066 je bilo kraljestvo, ki mu je vladalo frankofonsko plemstvo. Normani so leta 1169 napadli Irsko in se kmalu uveljavili po večini države, čeprav je bila njihova trdnjava jugovzhod. Podobno sta bili Škotska in Wales približno v istem času podvrženi vazalstvu, čeprav je Škotska pozneje potrdila svojo neodvisnost in je Wales ostal v veliki meri pod oblastjo neodvisnih domačih knezov do smrti Llywelyn ap Gruffydda leta 1282. Državna blagajna je bila ustanovljena v 12. stoletju pod kraljem Henrikom I., sklicani so bili tudi prvi parlamenti. Leta 1215, po izgubi Normandije, je kralj Ivan Brez dežele podpisal Magna Carto kot zakon, ki je omejeval oblast angleških monarhov.

### Iberski polotok
Ključni geostrateški razvoj na Iberskem polotoku je bilo krščansko osvajanje Toleda leta 1085. Družbene strukture in odnosi v severnih krščanskih kraljestvih, ki jih je obvladovala vojna, so bile podrejene zahtevam vseprisotnega vojaškega spopada. Ozemeljska širitev severnih krščanskih kraljestev na jug je prinesla nastanek obmejnih družb, kjer so bile vojaške zahteve po vitezih in pehoti ter spodbujanje poselitve privilegirane glede na možne dohodke; vojaška naročila so imela pomembno vlogo tudi pri meji na južni Mezeti. Kmetijski modeli na območjih s sredozemskim podnebjem so na splošno temeljili na dvoletnem kolobarjenju. Kljub rasti prebivalstva je bila kmetijska proizvodnja v tem obdobju razmeroma toga; med 10. in 13. stoletjem je selitev proti jugu na izpostavljena območja spodbujala možnost uživanja privilegijev in pridobivanja nepremičnin. Nasprotno pa intenzivni model, ki prevladuje v kmetijstvu v deželah pod muslimansko oblastjo, ni zahteval ozemeljske širitve. Medtem ko so muslimanske dežele uživale določeno demografsko in finančno prednost, so Almoravidi in Almohadi iz severne Afrike predstavljali nestanovitne državne strukture. Brez (neuspešnih) poskusov zavzeti Toledo, Almoravidi in Almohadi niso izstopali po izvajanju ekspanzionistične politike.

### Italija
V Italiji so neodvisne mestne države postale bogatejše z vzhodno pomorsko trgovino. To so bile zlasti talasokracije v Pisi, Amalfiju, Genovi in Benetkah, ki so od takrat imele ključno vlogo v evropski trgovini, zaradi česar so ta mesta postala velika finančna središča.

### Skandinavija
Od sredine 10. do sredine 11. stoletja so bila skandinavska kraljestva združena in pokristjanjena, kar je povzročilo konec vikinških napadov in večjo vključenost v evropsko politiko. Danski kralj Knut Veliki je vladal tako Angliji kot Norveški. Po Knutovi smrti leta 1035 sta bili Anglija in Norveška izgubljeni, s porazom Valdemarja II. leta 1227 pa se je danska prevlada v regiji končala. Norveška je medtem razširila svoje posesti v Atlantiku, od Grenlandije do otoka Man, medtem ko je Švedska pod Birgerjem Jarlom zgradila bazo moči v Baltskem morju. Vendar se je norveški vpliv začel zmanjševati že v istem obdobju, ki ga zaznamuje sporazum iz Pertha (Škotska) iz leta 1266. Prav tako so med 1130 in 1240 na Norveškem divjale državljanske vojne.

### Francija in Nemčija
V času visokega srednjega veka je bilo Karolinško cesarstvo razdeljeno in nadomeščeno z ločenima naslednima kraljestvoma, imenovanima Francija in Nemčija, čeprav ne s svojimi sodobnimi mejami. Nemčija je bila pod zastavo Svetega rimskega cesarstva, ki je doseglo vrhunec enotnosti in politične moči.

### Gruzija
Med uspešnim vladanjem gruzijskega kralja Davida IV. (1089–1125) se je Gruzijsko kraljestvo okrepilo in izselilo Seldžuško cesarstvo iz svojih dežel. Davidova odločilna zmaga v bitki pri Didgoriju (1121) proti turškim Seldžukom, zaradi katere je Gruzija ponovno zavzela izgubljeno prestolnico Tbilisi, je pomenila začetek gruzijske zlate dobe. Davidova vnukinja kraljica Tamara Gruzijska je nadaljevala vzpon, uspešno nevtralizirala notranje nasprotovanje in se lotila energične zunanje politike, ki ji je pomagala pri nadaljnjem upadanju sovražnih Seldžukov. Zanašajoč se na močno vojaško elito, je Tamara lahko gradila na uspehih svojih predhodnikov, da bi utrdila cesarstvo, ki je prevladovalo na velikem območju, ki je segalo od današnje južne Rusije ob Črnem morju do Kaspijskega jezera. Gruzija je ostala vodilna regionalna sila do propada pod mongolskimi napadi v dveh desetletjih po Tamarini smrti.

### Ogrska (Madžarska)
V visokem srednjem veku je kraljevina Ogrska (ustanovljena leta 1000) postala ena najmočnejših srednjeveških držav v srednji in zahodni Evropi. Ogrski kralj sveti Štefan I. je v regijo uvedel krščanstvo; sodobni kronisti so si ga zapomnili kot zelo religioznega monarha, s širokim znanjem latinske slovnice, strogim do svojega ljudstva, a prijaznim do tujcev. Izkoreninil je ostanke plemenske organizacije v kraljestvu in prisilil ljudi, da sprejmejo krščansko vero, etiko, način življenja in ustanovil ogrsko srednjeveško državo, ki jo je politično organizirala v okrožjih po vzoru germanskega sistema.
Naslednji monarhi so ponavadi ohranjali tesen odnos z Rimom, kot je sveti Ladislav I. in strpno držo do poganov, ki so pribežali v kraljestvo v iskanju svetišča (na primer Kumani v 13. stoletju), kar je sčasoma povzročilo določeno nelagodje nekaterim papežem. Z vstopom v personalno unijo s 
Hrvaškim kraljestvom in ustanovitvijo drugih vazalnih držav je Ogrska kraljeva hiša bila tista, ki je katoliški cerkvi dala največ svetnikov v srednjem veku.

### Litva
V visokem srednjem veku se je Litva v začetku 13. stoletja pojavila kot Velika litovska kneževina, nato pa je za kratek čas od leta 1251 do 1263 postala Litovska kraljevina. Po atentatu na svojega prvega krščanskega kralja Mindaugasa je bila Litva znana kot Velika litovska kneževina. Neokrnjena med litovskim križarskim pohodom se je Litva zaradi osvajanj hitro razširila na vzhod in postala ena največjih držav v Evropi.

### Poljska
Sredi 10. stoletja je Poljska nastala kot vojvodina, potem ko je Mješko I. iz rodbine Pjastov, vladar Poljanov, osvojil okoliška lehitska plemena v regiji. Nato je leta 1025 pod oblastjo Boleslava I. Hrabri Poljska postala kraljevina.

### Jugovzhodna Evropa
V srednjem veku je prišlo do vrhunca in nazadovanja slovanske države Kijevske Rusije in nastanka Kumanije. Kasneje je imela mongolska invazija v 13. stoletju velik vpliv na vzhod Evrope, saj so bile številne države v regiji napadene, oropane, osvojene in/ali postale vazali.
V prvi polovici tega obdobja (ok. 1025—1185) je Bizantinsko cesarstvo prevladovalo na Balkanu, pod komnenskimi cesarji pa je prišlo do oživitve blaginje in urbanizacije; vendar se je njihova prevlada v jugovzhodni Evropi končala z uspešnim vlaško-bolgarskim uporom leta 1185 in odslej je bila regija razdeljena med Bizantinci v Grčiji, nekaterih delih Makedonije in Trakije, Bolgare v Meziji in večini Trakije in Makedonije ter Srbe na severozahodu. Vzhodna in zahodna cerkev sta se uradno razdelili v 11. stoletju in kljub občasnim obdobjem sodelovanja v 12. stoletju je leta 1204 četrta križarska vojna izdajalsko zavzela Konstantinopel. To je močno poškodovalo Bizantince, njihovo moč pa so nazadnje oslabili Seldžuki in naraščajoče Osmansko cesarstvo v 14–15. Moč Latinskega cesarstva pa je bila kratkotrajna, potem ko je bolgarski cesar Kalojan v bitki pri Adrianopolu (1205) porazil križarsko vojsko.

### Podnebje in kmetijstvo
Srednjeveško toplo obdobje, obdobje od 10. do približno 14. stoletja v Evropi, je bil razmeroma topel in nežen interval, ki ga je končala na splošno hladnejša mala ledena doba. Kmetje so pridelovali pšenico precej severno v Skandinavijo in vinsko trto v severni Angliji, čeprav se zdi, da se je največ vinogradov širilo v obdobju male ledene dobe. V tem času je veliko povpraševanje po vinu in enakomerno uživanje alkohola spodbudilo napredek v vinogradništvu. Ta zaščita pred lakoto je omogočila povečanje evropskega prebivalstva, kljub lakoti leta 1315, ki je ubila 1,5 milijona ljudi. To povečano število prebivalcev je v tem obdobju prispevalo k ustanovitvi novih mest in povečanju industrijske in gospodarske aktivnosti. Vzpostavili so tudi trgovino in celovito proizvodnjo alkohola. Tudi proizvodnja hrane se je v tem času povečala, ko so bili uvedeni novi načini kmetovanja, vključno z uporabo težjega pluga, konjev namesto volov in tripoljnim sistemom, ki je omogočal gojenje večje raznolikosti poljščin kot prejšnji dvopoljni sistem - zlasti stročnice, katerih rast je preprečila izčrpavanje pomembnega dušika iz tal.

### Vzpon viteštva
V visokem srednjem veku se je zamisel o krščanskem bojevniku začela spreminjati, kot je krščanstvo postajalo vse bolj izrazito v srednjeveški Evropi. Kodeksi viteštva so promovirali idealnega viteza; da je nesebičen, zvest in oster proti tistim, ki ogrožajo šibke. Po vsej Evropi je v 11. stoletju postala razširjena težka gospodinjska konjenica, izumili so turnirje. Turnirji so vitezom omogočili, da so si ustvarili svoje družinsko ime, obenem pa so lahko z zmagami zbrali ogromno bogastva in slave. V 12. stoletju so menihi iz Clunyja spodbujali etično vojskovanje in navdihnili oblikovanje viteških redov, na primer templjarjev. V tem obdobju so nastali podedovani plemiški nazivi. V Nemčiji je v 13. stoletju viteštvo postalo še en dedni naziv, čeprav eden manj prestižnih, trend pa se je razširil tudi na druge države.

## Časovnica
- 1003 - smrt papeža Silvestra II
- 1018 - Prvo bolgarsko cesarstvo osvoji Bizantinsko cesarstvo pod Bazilijem II..
- 1027 - Salijec Konrad II. je nasledil Otona III. Henrika II.
- 1054 - Velika shizma
- 1066 - Bitka pri Hastingsu
- 1066–1067 Tapiserija iz Bayeuxa
- 1073–1085 - papež Gregor VII.
- 1071 - bitka pri Manzikertu
- 1077 - Henrik IV. - Pot v Canosso
- 1086 - Domesday Book
- 1086-  bitka pri Sagrajasu
- 1088 -  ustanovljena je bila Univerza v Bologni
- 1091 - bitka pri Levounionu
- 1096–1099 - Prva križarska vojna
- 1123 - Prvi lateranski koncil
- 1139 - Drugi lateranski koncil
- 1145–1149 - Druga križarska vojna
- 1147 - Vendska križarska vojna
- ok.  1150 - ustanovljena Univerza v Parizu
- 1155–1190 - Friderik I. Barbarossa
- 1158 - ustanovitev Hanzeatske lige
- 1167 -  ustanovljena Univerza v Oxfordu
- 1169 - Normanska invazija na Irsko
- 1185 - ponovna ustanovitev  Bolgarskega cesarstva
- 1189–1192 - Tretja križarska vojna
- 1200–1204 - Četrta križarska vojna
- 1205 - bitka pri Adrianopolu
- 1209 - ustanovljena Univerza v Cambridgeu
- 1209 - ustanovitev frančiškanskega reda
- 1209–1229 - Albižanska križarska vojna
- 1212 - bitka pri Las Navas de Tolos
- 1215 - Velika listina svoboščin (Magna Carta)
- 1216 - priznanje dominikanskega reda
- 1215 - Četrti lateranski koncil
- 1217–1221 - Peta križarska vojna
- 1218 - ustanovljena Univerza v Salamanci
- 1220–1250 -  Friderik II.
- 1222 - ustanovljena Univerza v Padovi
- 1223 - potrditev frančiškanskih pravil življenja
- 1228–1229 - Šesta križarska vojna
- 1230 - Pruska križarska vojna
- 1230 - bitka pri Klokotnici
- 1237–1242 - Mongolski vpadi v Evropo
- 1241 - bitka pri Legnici in bitka pri Mohiju
- 1242 - Bitka na Čudskem jezeru
- 1248–1254 - Sedma križarska vojna
- 1257 - ustanovitev šole Collège de Sorbonne
- 1261 - Bizantinsko cesarstvo ponovno osvoji Konstantinopel.
- 1274 - smrt Tomaža Akvinskega; objavljena Summa Theologica
- 1277-1280 - vstaja Ivayla-edina uspešna kmečka vstaja v srednjeveški Evropi
- 1280 - smrt Albertusa Magnusa
- 1291 - Aka, Izrael, zadnjo evropsko postojanko na Bližnjem vzhodu zajamejo mameluki pod Kalilom.
- 1299 - Vrh mongolske prevlade v jugovzhodni Evropi s Čaka Nogajem
- 1299 - Osman I. ustanovi Osmansko cesarstvo.

## Religija

### Krščanska cerkev
Velika shizma ali vzhodno-zahodni zazkol leta 1054 je krščansko cerkev formalno ločil na dva dela: rimskokatolištvo v zahodni Evropi in pravoslavlje na vzhodu. Zgodilo se je, ko sta se papež Leon IX. in patriarh Mihael I. Kerularij izobčila, predvsem zaradi sporov glede uporabe brezkvasnega kruha v liturgiji in postnih dneh, obstoja papeške oblasti nad štirimi vzhodnimi patriarhi, pa tudi zaradi nesoglasij glede  nicejsko-carigrajske veroizpovedi.

### Križarji
Katoliške križarske vojne so se zgodile med 11. in 13. stoletjem. Izvajale so jih pod papeško oblastjo, sprva z namenom ponovne vzpostavitve krščanske oblasti v Sveti deželi, tako da so to območje odvzeli muslimanskemu Fatimidskemu kalifatu. Fatimidi so Palestino zavzeli leta 970, jo leta 1073 izgubili od turških Seldžukov in jo ponovno zavzeli leta 1098, tik preden so jo leta 1099 ponovno izgubili zaradi prve križarske vojne.

#### Vojaški redovi
V okviru križarskih vojn so bili ustanovljeni samostanski vojaški redovi, ki so postali predloga za poznosrednjeveški viteški red.
Vitezi templjarji so bili krščanski vojaški red, ustanovljen po prvi križarski vojni, da bi zaščitil krščanske romarje pred sovražnimi domačini in cestnimi razbojniki. Red je bil globoko vpleten v bančništvo; leta 1307 je Filip IV. Lepi v Franciji zasegel celoten red in ga ukinil zaradi obtožbe herezije.
Malteški viteški red, tudi hospitalci, so bili prvotno krščanska organizacija, ustanovljena v Jeruzalemu leta 1080, da bi skrbela za revne, bolne ali poškodovane romarje v Sveti deželi. Potem ko je bil Jeruzalem zavzet v prvi križarski vojni, je postal verski/vojaški red, ki je bil zadolžen za nego in obrambo Svetih dežel. Ko so muslimanske sile sčasoma zavzele Sveto deželo, so svoje operacije preselili na Rodos in kasneje na Malto.
Tevtonski vitezi so bili nemški verski red, ustanovljen leta 1190 v mestu Ako za pomoč krščanskim romarjem na poti v Sveto deželo in za vodenje bolnišnic za bolne in poškodovane v Outremerju. Potem ko so muslimanske sile zavzele Sveto deželo, se je red leta 1211 preselil v Transilvanijo, kasneje pa, po izgonu, odšel v pogansko Prusijo z namenom pokristjanjevanja baltske regije. Kljub temu, da je pred in po tem, ko se je glavni poganski nasprotnik reda, Litva spreobrnila v krščanstvo, je red že napadel druge krščanske narode, kot sta Novgorod in Poljska. Moč tevtonskih vitezov, ki je postala znatna, je bila prekinjena leta 1410 v bitki pri Grunwaldu, kjer je red doživel uničujoč poraz proti skupni poljsko-litovski vojski. Po Grunwaldu je red do leta 1809 nazadoval, ko je bil uradno razpuščen.

### Sholastika
Na novo krščansko metodo učenja je vplival Anzelm iz Canterburyja (1033–1109) zaradi ponovnega odkritja Aristotelovih del, najprej posredno skozi srednjeveško judovsko in muslimansko filozofijo (Maimonid, Avicenna in Ibn Rušd, nato pa skozi Aristotelova lastna dela nazaj iz bizantinskih in muslimanskih knjižnic; in tisti, na katere je vplival, predvsem na Albertusa Magnusa, Bonaventuro in Abélarda. Mnogi sholastiki so verjeli v empirizem in podpirali rimskokatoliške nauke s posvetnim študijem, razumom in logiko. Nasprotovali so krščanskemu misticizmu in platonistično-avguštinskemu prepričanju, da je um nematerialna snov. Najbolj znan med sholastiki je bil Tomaž Akvinski (pozneje razglašen za "cerkvenega učitelj"), ki je vodil odmik od platonskega in avguštinskega k aristotelizmu. Akvinski je razvil filozofijo uma, ko je zapisal, da je um ob rojstvu tabula rasa (prazna plošča), ki je dobila sposobnost razmišljanja in prepoznavanja oblik ali idej skozi božansko iskro. Drugi pomembni učenjaki so bili Ibn Rušd, Roscelin, Abélard, Peter Lombard in Francisco Suárez. Eno glavnih vprašanj v tem času je bil problem univerzalnosti. Izraziti nasprotniki različnih vidikov sholastičnega mainstreama so bili Janez Duns Skot, Vilijem iz Ockhama, Peter Damiani, Bernard iz Clairvauxa in viktorini. 

### Zlata doba meništva
- Konec 11. stoletja / začetek-sredina 12. stoletja je bil vrhunec zlate dobe krščanskega redovništva (8.-12. stoletje).
  - Benediktinski red - menihi v črnih oblekah
  - Cistercijanski red - menihi v belih oblekah
    - Bernard iz Clairvauxa

### Beraški redovi
- V 13. stoletju je prišlo do porasta beraških redov, kot so:
  - Frančiškani (manjši bratje, splošno znani kot Sivi bratje), ustanovljeni leta 1209
  - Karmeliti (puščavniki Blažene Device Marije iz Karmela, splošno znani kot beli bratje), ustanovljeni 1206–1214
  - Dominikanci (Red pridigarjev, običajno imenovani črni bratje), ustanovljeni leta 1215
  - Avguštinci (puščavniki sv. Avguština, običajno imenovani bratje iz Austina), ustanovljeni leta 1256

### Heretična gibanja
Krščanske herezije so v Evropi obstajale pred 11. stoletjem, vendar le v majhnem številu in lokalnega značaja: v večini primerov je bil odpadnik duhovnik ali vas, ki se je vrnila k poganskim tradicijam. Od 11. stoletja pa so se pojavile herezije kot množično gibanje. Korenine tega lahko delno iščemo v vzponu mest, svobodnih  trgovcev in novemu gospodarstvu, ki je temeljilo na denarju. Podeželske vrednote redovništva niso pritegnile urbanih ljudi, ki so začeli oblikovati sekte bolj v skladu z mestno kulturo. Prva obsežna heretična gibanja v zahodni Evropi so nastala na novo urbaniziranih območjih, kot sta južna Francija in severna Italija, nanje pa so verjetno vplivali bogomili in druga dualistična gibanja. Te herezije so bile v obsegu, ki ga katoliška cerkev še nikoli ni videla; odziv je bil za nekatere izobčenje (na primer katari), sprejemanje in vključevanje drugih (na primer čaščenje Frančiška Asiškega, sina mestnega trgovca, ki se je odrekel denarju).

#### Katari
Katarizem je bilo gibanje z gnostičnimi elementi, ki je nastalo sredi 10. stoletja in ga je sodobna rimskokatoliška cerkev označila za krivoverje. Obstajal je po večini zahodne Evrope, nastal pa v Languedocu in okolici v južni Franciji.
Ime katar (v Franciji albižáni po mestu Albi, v Italiji pataréni, v Bosni bogomili) izvira iz starogrške καθαροί: katharoí - 'čist'). Eden prvih zabeleženih uporab je Eckbert von Schönau, ki je o krivovercih iz Kölna leta 1181 zapisal: »Hos nostra Germania catharos appellat.«
Ime Albižani izvira iz konca 12. stoletja, uporabil pa ga je kronist Geoffroy du Breuil iz Vigeoisa leta 1181. Ime se nanaša na južno mesto Albi (antični Albiga). Oznaka ni ravno natančna, saj je bilo središče v Toulouseu in v sosednjih okrožjih.
Albižani so bili močni v južni Franciji, severni Italiji in jugozahodnem Svetem rimskem cesarstvu.
Bogomili so bili močni na Balkanu in so postali uradna vera, ki so jo podpirali bosanski kralji.
- Dualisti so verjeli, da so zgodovinski dogodki rezultat boja med dobro in zlo silo in da zlo vlada svetu, čeprav ga je mogoče nadzorovati ali premagati z askezo in dobrimi deli.
- Albižanska križarska vojna, Simon de Montfort, Montségur, Château de Quéribus

#### Valdežani
Peter Waldo iz Lyona je bil bogat trgovec, ki se je okoli leta 1175 po verski izkušnji odrekel svojemu bogastvu in postal pridigar. Ustanovil je valdežane, ki so postali krščanska sekta in so menili, da morajo imeti vse verske prakse svetopisemsko podlago. Tretji lateranski koncil leta 1179 je Waldu odrekel pravico do pridiganja, ki ga ni ubogal in je še naprej svobodno govoril, dokler ni bil leta 1184 izobčen. Waldo je bil kritičen do krščanske duhovščine, ker ni živela po besedah. Zavračal je prakso prodaje odpustkov in običajne kultne prakse svetnikov tistega časa.
Valdežani veljajo za predhodnika protestantske reformacije in so se z izbruhom reformacije stopili v protestantizem in postali del širše reformirane tradicije, potem ko so se pogledi Jeana Calvina in njegovih teoloških naslednikov v Ženevi izkazali za zelo podobne svoji teološki misli. Valdežanske cerkve še vedno obstajajo in so na več celinah.

## Trgovanje in druge povezave
V severni Evropi je bila v 12. stoletju ustanovljena Hanzeatska liga, zveza svobodnih mest za pospeševanje pomorske trgovine, z ustanovitvijo mesta Lübeck, ki je pozneje v letih 1158–1159 prevladoval v ligi. Številna severna mesta Svetega rimskega cesarstva so postala hanseatska mesta, med njimi Amsterdam, Köln, Bremen, Hannover in Berlin. Hanseatska mesta zunaj Svetega rimskega cesarstva so bila na primer Brugge in poljsko mesto Gdansk (Danzig) ter Königsberg (sodobni Kaliningrad), glavno mesto samostanske države Tevtonskih vitezov. V Bergnu na Norveškem in v Velikem Novgorodu v Rusiji je imela liga tovarne in posrednike. V tem obdobju so Nemci začeli kolonizirati Evropo izven cesarstva, v Prusijo in Šlezijo.
Konec 13. stoletja je beneški raziskovalec z imenom Marco Polo postal eden prvih Evropejcev, ki je po Svilni poti potoval na Kitajsko. Zahodnjaki so se bolj zavedali Daljnega vzhoda, ko je Polo dokumentiral svoja potovanja v Il Milione. Sledili so mu številni krščanski misijonarji na vzhodu, kot so William of Rubruck, Giovanni da Pian del Carpine, André de Longjumeau, Odoric iz Pordenone, Giovanni de 'Marignolli, Giovanni di Monte Corvino in drugi popotniki, kot je Niccolò de' Conti .

## Znanost
Filozofski in znanstveni nauk zgodnjega srednjega veka je temeljil na nekaj izvodih in komentarjih starogrških besedil, ki so ostala v zahodni Evropi po razpadu Zahodnega rimskega cesarstva. Večino so jih preučevali le v latinščini, saj je bilo znanje grščine zelo omejeno.
Ta scenarij se je v času renesanse 12. stoletja spremenil. Intelektualna oživitev Evrope se je začela z ustanovitvijo srednjeveških univerz. Povečan stik z islamskim svetom v Al Andaluz in na Siciliji v času Rekonkviste ter bizantinskim svetom in muslimanskim Levantom med križarskimi vojnami je Evropejcem omogočil dostop do znanstvenih arabskih in grških besedil, vključno z deli Aristotela, Alhacena in |Averroesa. Evropske univerze so bistveno pomagale pri prevajanju in širjenju teh besedil ter začele novo infrastrukturo, ki je bila potrebna za znanstvene skupnosti.
Na začetku 13. stoletja so bili razumno natančno izdelani latinski prevodi glavnih del skoraj vseh intelektualno pomembnih starodavnih avtorjev , ki so omogočali dober prenos znanstvenih idej tako po univerzah kot po samostanih. Do takrat so naravoslovje v teh besedilih začeli razširjati znani sholastični strokovnjaki, kot so Robert Grosseteste, Roger Bacon, Albert Veliki in Janez Duns Skot. Predhodniki sodobne znanstvene metode so vidni že v Grossetestejevem poudarku na matematiki kot načinu razumevanja narave in v empiričnem pristopu, ki ga je občudoval Bacon, zlasti v svojem Opus Majus.

### Tehnologija
V 12. in 13. stoletju je v Evropi prišlo do korenite spremembe stopnje novih izumov, inovacij v načinih upravljanja tradicionalnih proizvodnih sredstev in gospodarske rasti. V manj kot stoletju je bilo po vsem svetu razvitih in uporabnih več izumov kot v prejšnjih tisoč letih človeške zgodovine. V tem obdobju je prišlo do velikega tehnološkega napredka, vključno s sprejetjem ali izumom mlinov na veter, vodnih mlinov, tiskarstva (čeprav še ni premičnega tipa), smodnika, astrolaba, očal, škarij sodobne oblike, boljše ure in močno izboljšanih ladij. Zadnja dva napredka sta omogočila začetek dobe odkritij. Na te izume sta vplivala tuja kultura in družba.
Alfred W. Crosby je nekaj te tehnološke revolucije opisal v The Measure of Reality: Quantification in Western Europe, 1250-1600, drugi veliki zgodovinarji tehnologije pa so to tudi opazili.
- Najstarejši pisni zapis o mlinu na veter je iz angleškega Yorkshira iz leta 1185.
- Proizvodnja papirja se je začela v Španiji okoli leta 1100, od tam pa se je v 12. stoletju razširila v Francijo in Italijo.
- Navigacija s pomočjo magnetnega kompasa, potrjena v Evropi konec 12. stoletja.
- Astrolab se je v Evropo vrnil prek islamske Španije.
- Najstarejšo znano upodobitev krmila na krmi najdemo na cerkveni rezbariji okoli leta 1180.
- Kolovrat so v Evropo (verjetno iz Indije) prinesli v 13. stoletju.
- Očala so bila izumljena v Italiji v poznih 1280-ih.
- Fibonacci s svojo knjigo Liber Abaci leta 1202 v Evropo uvaja hindujsko-arabske številke.

## Umetnost

### Vizualna umetnost
Umetnost v visokem srednjem veku vključuje naslednja pomembna gibanja:
- Anglosaška umetnost je bila vplivna na britanskih otokih do vdora Normanov leta 1066
- Romanska umetnost nadaljuje tradicije iz klasičnega sveta (ne smemo jih zamenjevati z romansko arhitekturo)
- Gotska umetnost je razvila izrazit germanski okus (ne smemo je zamenjevati z gotsko arhitekturo).
- Indo-islamska arhitektura se začne, ko je Mohamed iz Ghorja Delhi naredi za muslimansko prestolnico
- Bizantinska umetnost je nadaljevala prejšnje bizantinske tradicije in vplivala na velik del vzhodne Evrope.
- Iluminirani rokopisi so postali pomembni tako v katoliški kot v pravoslavni cerkvi

### Arhitektura
Gotska arhitektura je nadomestila romanski slog s kombinacijo ločnih  opornikov, gotskih (ali koničastih) lokov in rebrastih obokov. Na to je vplivalo duhovno ozadje tistega časa, ki je bilo v bistvu religiozno: zaradi tankih vodoravnih črt in rešetk je stavba težila proti nebu. Arhitektura je bila videti lahka in breztežna, v nasprotju s temnimi in obsežnimi oblikami prejšnjega romanskega sloga. Sveti Avguštin iz Hipona je učil, da je svetloba izraz Boga. Arhitekturne tehnike so bile prilagojene in razvite za gradnjo cerkva, ki so odražale to učenje. Barvita steklena okna so okrepila duh lahkotnosti. Ker je bila barva v srednjem veku veliko redkejša kot danes, je mogoče domnevati, da so ta virtuozna umetniška dela navadnega človeka navdušila. Zapleteni rebrasti in kasneje pahljačasti oboki so kazali gibanje proti nebu. Božje čaščenje je izrazila tudi razmeroma velika velikost teh zgradb. Gotska stolnica torej ni samo vabila obiskovalcev, naj se duhovno povzdignejo, temveč je morala pokazati tudi Božjo veličino. Tloris gotske stolnice je ustrezal pravilom sholastike: po Gotski arhitekturi in sholastiki Erwina Panofskega je bil tloris razdeljen na odseke in enotne pododdelke. Te lastnosti kaže najbolj znana sakralna stavba tistega časa: Notre Dame de Paris.

### Glasba
Preživela glasba visokega srednjega veka je predvsem verske narave, saj se je glasbeni notni zapis razvil v verskih ustanovah, uporaba zapisov v posvetni glasbi pa je bila poznejši razvoj. V začetku tega obdobja je bil gregorijanski koral prevladujoča oblika cerkvene glasbe; druge oblike, začenši z organumom, kasneje pa vključno z clausulae, conductusom in motetom, so se razvile z uporabo napeva kot izvornega materiala.
V 11. stoletju je bil Guido iz Arezza eden prvih, ki je razvil notni zapis, zaradi česar so se pevci lažje izvajali gregorijanski koral.
V 12. in 13. stoletju je gregorijanski koral omogočil rojstvo polifonije, ki se je pojavila v delih francoske Notredamske šole (Léonin in Pérotin). Kasneje se je razvil v ars nova (Philippe de Vitry, Guillaume de Machaut) in glasbene zvrsti poznega srednjega veka. Pomemben skladatelj v 12. stoletju je bila nuna Hildegarda iz Bingna.
Najpomembnejše posvetno gibanje je bilo gibanje trubadurjev, ki so nastali v Okcitaniji (južna Francija) v poznem 11. stoletju. Trubadurji so bili pogosto potujoči, prihajali so iz vseh slojev družbe in so pisali pesmi na različne teme, čeprav s posebnim poudarkom na dvorni ljubezni. Njihov slog je še naprej vplival na truverje severne Francije, nemške minnesingerje in skladatelje posvetne glasbe trecenta v severni Italiji.

### Gledališče
Gospodarske in politične spremembe v visokem srednjem veku so privedle do nastanka cehov in rasti mest, kar bi privedlo do pomembnih sprememb za gledališče, ki se je začelo v tem času in se nadaljevalo v poznem srednjem veku. Trgovski cehi so začeli izvajati predstave, običajno versko zasnovane in pogosto obravnavale svetopisemsko zgodbo, ki se nanaša na njihov poklic. Na primer, pekovski ceh bi izvedel rekonstrukcijo Zadnje večerje. Na britanskih otokih so se v srednjem veku predstave igrale v približno 127 različnih mestih. Ti ljudski mirakli so bili napisani v ciklih velikega števila predstav: York (48 iger), Chester (24), Wakefield (32) in neznano (42). V tem obdobju je iz Francije in Nemčije preživelo večje število iger, nekatere vrste verskih dram pa so bile v poznem srednjem veku odigrane v skoraj vseh evropskih državah. Mnoge od teh iger so vsebovale komediante, hudiče, zlikovce in klovne.